# Epitaph Records
Epitaph is een onafhankelijk platenlabel uit Hollywood dat zich aanvankelijk vooral richtte op punkmuziek en zich later is gaan richten op posthardcore en alternatieve rock. De eigenaar van het label is Bad Religion-gitarist Brett Gurewitz.
Het label heeft twee sublabels: ANTI-, Hellcat Records en het label Burning Heart Records, dat door Epitaph Records werd overgenomen.
Andere bekende bands die ooit platen uitbrachten op Epitaph zijn onder meer The Vandals, Bad Religion, Bring Me the Horizon, Architects, Agnostic Front, Death by Stereo, Descendents, Dropkick Murphys, A Day to Remember, Parkway Drive, The Hives, Millencolin, Motion City Soundtrack, NOFX, The Offspring, Pennywise, Rancid, Story of the Year en Thrice. 

## Geschiedenis

### Vroege jaren (jaren 80)
Epitaph Records werd aanvankelijk opgericht door Brett Gurewitz om alleen muziekalbums van zijn band Bad Religion uit te geven. De eerste uitgave van het label was de ep Bad Religion (1981), dat werd gevolgd door het debuutalbum How Could Hell Be Any Worse?. In deze periode werd ook de ep Peace thru Vandalism uitgebracht, een album van The Vandals, die naast Bad Religion de eerste band was die bij Epitaph onder contract stond. Nog twee Bad Religion-albums volgden: Into the Unknown en de ep Back to the Known. Hierna ging de band voor een bepaalde periode uit elkaar. In 1987 werd zowel in Epitaph Records als Bad Religion nieuw leven geblazen. Het jaar daarop gaf Epitaph zijn nieuwe debuut uit: het album L7 van L7. Dit album werd gedistribueerd door het label Chameleon. In 1988 werd ook het album Suffer van Bad Religion uitgegeven.
In 1989 tekende Gurewitz NOFX voor Epitaph. Het debuutalbum van NOFX, S&M Airlines, werd datzelfde jaar uitgegeven. Dit werd gevolgd door de volgende twee albums van Bad Religion: No Control en Against the Grain. Van deze albums werden respectievelijk 60.000 en 100.000 exemplaren verkocht.

### Doorbraak en succes (jaren 90)
In 1993 kwamen er meer punkbands bij Epitaph spelen, waaronder Pennywise, Down by Law, Coffin Break, The Offspring, Rancid, Rich Kids on LSD, SNFU, Total Chaos en Claw Hammer. Enkele van deze bands, zoals Rancid en The Offspring, zouden later commercieel succes behalen.
Hoewel Bad Religion de band was die de basis vormde voor Epitaph Records, verliet de band het label in 1993 en verhuisde naar Atlantic Records, waar het album Recipe for Hate als eerste niet Epitaph-album werd uitgegeven. Dit album werd gevolgd door het succesvolle album Stranger than Fiction (1994). Hierna verliet Gurewitz de band, zodat hij zich volledig kon richten op Epitaph Records. Dat jaar verkregen Bad Religion en Epitaph Records grote bekendheid, zowel binnen als buiten de punkbeweging, toen punkbands als Bad Religion, NOFX, Rancid en The Offspring succesvolle albums gingen publiceren. Dit was een groot jaar voor de Amerikaanse punk in de mainstream: Rancid verscheen het volgende jaar op Saturday Night Live en speelde "Ruby Soho" en "Roots Radicals". The Offspring vertrok uiteindelijk na een contractconflict naar het grotere platenlabel Columbia Records, maar het album Smash werd het best verkochte album uitgegeven door een onafhankelijk platenlabel aller tijden, met meer dan 11 miljoen verkochte exemplaren wereldwijd.

### Stijlverandering en de RIAA-contoverse (millenniumjaren)
In 2001 keerde Brett Gurewitz terug naar Bad Religion en de band zelf kwam terug bij Epitaph Records. Hier bracht de band nog zes albums uit. Gedurende deze periode begon het label af te wijken van zijn traditionele punkgeluid door een aantal posthardcorebands te tekenen, zoals The Blackout, Escape the Fate, From First to Last, Hell is for Heroes, I Am Ghost, Matchbook Romance, Our Last Night, Scatter the Ashes, Story of the Year, Thursday, Vanna en You Me at Six.
Midden 2005 werd Epitaph Records samen met verschillende andere onafhankelijke onafhankelijke labels op de officiële lijst van RIAA-leden gezet. De reden voor de vermelding was niet duidelijk, maar een bron verwijst naar een overeenkomst tussen de labels voor P2P-distributie. Een andere bron beweert dat het label is toegetreden tot de RIAA om gecertificeerde verkoopprijzen voor diens uitgaves te krijgen. Dit leidde tot enige controverse, omdat sommigen menen dat platenlabels niet meer onafhankelijke zijn als ze lid zijn van de RIAA.  Op dit moment staat niet alleen Epitaph vermeld als een officieel lid, maar ook andere punklabels zoals Lookout! Records worden vermeld. Daarnaast heeft het punklabel Fat Wreck Chords verklaringen vrijgegeven die hun eigen betrokkenheid bij de RIAA ontkennen en de organisatie zelfs veroordelen.

### Recente jaren (2010-heden)
Epitaph Records ondertekende Weezer in 2010, waarna een jaar later het album Hurley door het label werd uitgegeven. Hetzelfde jaar kwam de band Social Distortion bij het platenlabel spelen. Epitaph ondertekende de Australische punkband Dangerous! in 2011 en bracht het album Teenage Rampage uit. Epitaph had ook de Canadese punkband Propagandhi getekend. Ook tekende het label veel posthardcore- en indiebands, waaronder The Menzingers, Joyce Manor, Pianos Become the Teeth, Defeater, The World is a Beautiful Place & I Am No Longer Afraid to Die en Touché Amoré.

## Compilatiealbums
Zet zoals andere punklabels heeft Epitaph Records, naast enkele verschillende "samplers", ook enkele diverse compilatiealbums uitgegeven. Hiervan zijn de albums uit de Punk-O-Rama-serie het bekendst.
- More Songs About Anger, Fear, Sex & Death (1992)
- Punk-O-Rama (1994-2005)
- Unsound (2006)